# Colonia Manuel Ávila Camacho
Colonia Manuel Ávila Camacho är en ort i Mexiko.   Den ligger i kommunen Cuapiaxtla och delstaten Tlaxcala, i den sydöstra delen av landet, 140 km öster om huvudstaden Mexico City. Colonia Manuel Ávila Camacho ligger 2 478 meter över havet och antalet invånare är 308.
Terrängen runt Colonia Manuel Ávila Camacho är platt åt sydväst, men åt nordost är den kuperad. Runt Colonia Manuel Ávila Camacho är det ganska tätbefolkat, med 239 invånare per kvadratkilometer. Närmaste större samhälle är Huamantla, 18,4 km väster om Colonia Manuel Ávila Camacho. Omgivningarna runt Colonia Manuel Ávila Camacho är en mosaik av jordbruksmark och naturlig växtlighet.